# Ненад Младенович
Ненад Младенович (серб. Nenad Mladenović / Ненад Младеновић, нар. 13 грудня 1976, Свилайнац) — колишній сербський футболіст, нападник.
Насамперед відомий виступами за клуби «Обилич» та «Смедерево», а також національну збірну Югославії.

## Клубна кар'єра
У дорослому футболі дебютував 1994 року виступами за команду клубу «Шумадія» (Аранджеловац).
Згодом з 1995 по 2000 рік грав у складі команд клубів "«Раднички» (Свилайнац) та ОФК (Белград).
Своєю грою за останню команду привернув увагу представників тренерського штабу клубу «Обилич», до складу якого приєднався 2000 року. Відіграв за белградську команду наступні три сезони своєї ігрової кар'єри.
Протягом 2003—2005 років захищав кольори команди клубу «Металург» (Донецьк).
У 2005 році уклав контракт з клубом «Гент», у складі якого провів наступні один рік своєї кар'єри гравця.
Пізніше захищав кольори клубів «Дейнзе» та «Смедерево». З останнього клубу віддавався в оренду в еміратський «Аль-Аглі» (Дубай), китайський «Чанша Цзіньде» та сербську «Інджію». Після цього у сезоні 2011/12 грав за «Балкан» (Мірієво)
У 2012 році завершив кар'єру гравця виступами за нижчоліговий сербський клуб «Синджелич» з міста Белград.

## Виступи за збірну
У 2002 році дебютував в офіційних матчах у складі національної збірної Югославії та зіграв лише 1 матч.